# Jordi de Rússia (gran duc de Rússia I)
Jordi de Rússia, gran duc de Rússia (Bielyi-Klioutch (Geòrgia) 1863 - Sant Petersburg 1919). Gran duc de Rússia amb el tractament d'altesa imperial i reial que pertanyia a la branca familiar dels Mikhailovitx.
Nascut a la finca de Bielyi-Klioutch a la regió russa de Geòrgia el dia 23 d'agost de l'any 1863 essent fill del gran duc Miquel de Rússia i de la princesa Cecília de Baden. Jordi era net del tsar Nicolau I de Rússia i de la princesa Carlota de Prússia per línia paterna, i del gran duc Leopold I de Baden i de la princesa Sofia de Suècia per via materna.
El dia 21 de maig de l'any 1900 contragué matrimoni amb la princesa Maria de Grècia, filla del rei Jordi I de Grècia i de la gran duquessa Olga de Rússia. La parella s'instal·là a Rússia i tingueren dues filles:
- SAIR la princesa Nina de Rússia, nascuda a la finca de Mikhailovskoie, prop del Palau de Peterhof, l'any 1901 i morta a Hyannis (Massachusetts) el 1974. Es casà a Londres l'any 1922 amb el príncep Pau de Chavchavadse.

- SAIR la princesa Xènia de Rússia, nascuda a la finca familiar de Mikhailovskoie l'any 1903 i morta a Glen Cove (Nova York) el 1965. Es casà en primeres núpcies amb William B. Leeds i en segones núpcies amb Herman Jud.

El matrimoni del gran duc Jordi i de la princesa Maria fracassà des dels primers anys. Mentre el gran duc lluitava per salvar la seva vida marital del fracàs, la princesa Maria de seguida mostrà un distanciament creixent del seu marit i del seu país d'acollida, Rússia. Maria aviat inicià llargs viatges per les corts europees i Jordi romania a Rússia a l'atenció de les seves filles i dels seus nombrosissims interessos econòmics.
Amb l'esclat de la Primera Guerra Mundial, la princesa Maria quedà atrapada, junt amb les seves filles, a Londres, mentre que el seu marit es trobava a Rússia. Amb la caiguda del tsarisme l'any 1917 el gran duc fou fet presoner pels bolxevics i assassinat a la Fortalesa de Sant Pere i de Sant Pau de Sant Petersburg el mes de gener de l'any 1919. De res serviren les gestions que la princesa Maria, recolzada per la família reial britànica, realitzà per intentar salvar el seu marit i altres presoners reials de la mort segura que els esperava.
Jordi morí el dia 30 de gener de l'any 1919 a la Fortalesa de Pere i Pau de Sant Petersburg al costat del gran duc Pau de Rússia, del gran duc Nicolau de Rússia i del príncep Constantí de Rússia. Les seves restes mai foren recuperades, ja que foren amagades a la fortalesa per ordre del dirigent comunista Grigori Zinóviev.